# 人権条例
人権条例（じんけんじょうれい）とは、人権擁護や反差別に関する地方自治体の条例。

## 概要
首長が人権施策基本方針を定めることと、人権施策について調査審議をするための人権施策審議会の設置を規定している。
部落解放同盟の思想の影響を強く受けたとされる反差別条例は一部の人々に、部落差別撤廃条例、解同条例とも呼ばれている。
1985年3月に大阪府島本町で人権擁護に関する基本条例が制定されたのが最初とされる。その後、1985年10月に都道府県としては大阪府が初めて人権条例が制定された。

## 都府県の条例
| 府県     | 条例名                                                                         |
| -------- | ------------------------------------------------------------------------------ |
| 秋田県   | 秋田県多様性に満ちた社会づくり基本条例                                         |
| 栃木県   | 栃木県人権尊重の社会づくり条例                                                 |
| 東京都   | 東京都オリンピック憲章にうたわれる人権尊重の理念の実現を目指す条例             |
| 福井県   | 福井県人権尊重の社会づくり条例                                                 |
| 山梨県   | 山梨県多様性を認め合う共生社会づくり条例                                       |
| 愛知県   | 愛知県人権尊重の社会づくり条例                                                 |
| 三重県   | 差別を解消し、人権が尊重される三重をつくる条例                                 |
| 滋賀県   | 滋賀県人権尊重の社会づくり条例                                                 |
| 京都府   | 京都府人権尊重の共生社会づくり条例                                             |
| 大阪府   | 大阪府人権尊重の社会づくり条例                                                 |
| 奈良県   | 奈良県あらゆる差別の撤廃及び人権の尊重に関する条例                             |
| 和歌山県 | 和歌山県人権尊重の社会づくり条例                                               |
| 鳥取県   | 鳥取県人権尊重の社会づくり条例                                                 |
| 香川県   | 香川県部落差別事象の発生の防止に関する条例                                     |
| 徳島県   | 徳島県部落差別事象の発生の防止に関する条例                                     |
| 愛媛県   | 愛媛県人権尊重の社会づくり条例                                                 |
| 高知県   | 高知県人権尊重の社会づくり条例                                                 |
| 福岡県   | 福岡県部落差別事象の発生の防止に関する条例                                     |
| 佐賀県   | 全ての佐賀県民が一人一人の人権を共に認め合い、支え合う社会づくりを進める条例   |
| 熊本県   | 熊本県部落差別事象の発生の防止及び調査規制に関する条例                         |
| 大分県   | 大分県部落差別等あらゆる不当な差別の解消等に取り組む人権尊重社会づくり推進条例 |
| 宮崎県   | 宮崎県人権尊重の社会づくり条例                                                 |
| 鹿児島県 | 鹿児島県人権尊重の社会づくり条例                                               |
| 沖縄県   | 沖縄県差別のない社会づくり条例                                                 |

## 関連書籍
- 部落解放・人権研究所『地域に根ざす人権条例 人をつなげるまちづくり』部落解放・人権研究所、2003年。ISBN 9784759210217。